# Elecciones provinciales de Jujuy de 1931
Las elecciones generales de la provincia de Jujuy de 1931 tuvieron lugar el domingo 8 de noviembre del mencionado año, al mismo tiempo que las elecciones presidenciales y legislativas a nivel nacional. Se realizaron con el objetivo de restaurar las instituciones democráticas constitucionales y autónomas de la provincia después del golpe de Estado realizado en 1930 contra el gobierno de Hipólito Yrigoyen. Los comicios se realizaron en medio de denuncias de fraude electoral y el boicot de la Unión Cívica Radical (UCR), partido gobernante antes del golpe, iniciando el período conocido como Década Infame.
En medio de las denuncias de fraude electoral, resultó casi unánimemente electo Fenelón Quintana, apoyado por los sectores conservadores que sostenían la candidatura nacional de Agustín P. Justo, y miembro del Partido Popular (PP), sucesor del Partido Provincial de la década de 1920, logrando el 75,12% del voto popular. En segundo lugar quedó la Unión Cívica Radical Antipersonalista (UCR-A) con el 17,47% y en tercer lugar la coalición entre el Partido Socialista y el Partido Demócrata Progresista con el 7,42%. La participación fue del 75,43% del electorado registrado.
Quintana asumió su cargo el 18 de febrero de 1932, sin embargo, renunció al ser electo Senador Nacional el 8 de febrero de 1934, poco más de un año antes de finalizar su mandato. Fue sucedido por Daniel González Pérez, presidente de la legislatura. Casi todos los gobernadores jujeños elegidos durante el siguiente período vieron interrumpido su mandato.

## Reglas electorales

### Cargos a elegir
Las elecciones se realizaron bajo la constitución provincial de 1855. Dicha carta magna establecía los siguientes cargos a elegir:
- Gobernador elegido por todos los ciudadanos varones de la provincia a a través de un colegio elctoral para un mandato de tres años, sin posibilidad de reelección inmediata.
- 18 diputados provinciales elegidos mediante escrutinio mayoritario uninominal en nueve de los catorce departamentos de manera escalonada. Nueve diputados cumplirían un mandato completo de cuatro años hasta 1936, mientras que los nueve restantes cumplirían solo un mandato acortado de dos años hasta la siguiente renovación en 1934.[3]

### Renovación legislativa
| Departamento     | Diputados | 1932-1934 | 1932-1936 |
| ---------------- | --------- | --------- | --------- |
| Capital          | 3         | —         | 3         |
| Cochinoca        | 1         | 1         | —         |
| El Carmen        | 2         | —         | 2         |
| Gobernador Tello | 1         | 1         | —         |
| Humahuaca        | 1         | 1         | —         |
| Ledesma          | 1         | 1         | —         |
| Rinconada        | 1         | 1         | —         |
| San Antonio      | 1         | —         | 1         |
| San Pedro        | 2         | —         | 2         |
| Santa Bárbara    | 1         | —         | 1         |
| Santa Catalina   | 1         | 1         | —         |
| Tilcara          | 1         | 1         | —         |
| Tumbaya          | 1         | 1         | —         |
| Yavi             | 1         | 1         | —         |
| Total            | 18        | 9         | 9         |

## Resultados

### Gobernador
|  | 75,12 % |

|  | 17,47 % |

|  | 7,42 % |

|  | 93,14 % |

|  | 3,17 % |

|  | 0,20 % |

|  | 0,02 % |

|  | 3,48 % |

|  | 100 % |

#### Resultados por departamentos
| Capital 3 Electores        | Capital 3 Electores                   | Capital 3 Electores    | Capital 3 Electores  | Capital 3 Electores | Capital 3 Electores |
| Partido                    | Partido                               | Candidato              | Votos al candidato   | Votos al partido    | %                   |
| -------------------------- | ------------------------------------- | ---------------------- | -------------------- | ------------------- | ------------------- |
|                            | Partido Popular                       | Juan José Castro       | 1.722                | 1.722               | 55,62               |
| José M. Ruiz               | Partido Popular                       | 1.722                  |                      | 1.722               | 55,62               |
| Ángel M. Palisa            | Partido Popular                       | 1.713                  |                      | 1.722               | 55,62               |
|                            | Alianza Civil                         | Pedro Colche           | 914                  | 914                 | 29,52               |
| Luis Gaspar                | Alianza Civil                         | 914                    |                      | 914                 | 29,52               |
| Justiniano Chocobar        | Alianza Civil                         | 913                    |                      | 914                 | 29,52               |
|                            | Unión Cívica Radical Antipersonalista | Sebastián Alba         | 460                  | 460                 | 14,86               |
| Juan Merlo                 | Unión Cívica Radical Antipersonalista | 460                    |                      | 460                 | 14,86               |
| Marcos Peñaloza            | Unión Cívica Radical Antipersonalista | 460                    |                      | 460                 | 14,86               |
|                            |                                       |                        |                      |                     |                     |
| Votos positivos            | Votos positivos                       | Votos positivos        | Votos positivos      | 3.096               |                     |
| Cochinoca 1 Elector        |                                       |                        |                      |                     |                     |
| Partido                    | Partido                               | Candidato              | Candidato            | Votos               | %                   |
|                            | Partido Popular                       | Mariano Vilte          | Mariano Vilte        | 747                 | 93,61               |
|                            | Unión Cívica Radical Antipersonalista | Vicente Piñero         | Vicente Piñero       | 51                  | 6,39                |
|                            |                                       |                        |                      |                     |                     |
| Votos positivos            | Votos positivos                       | Votos positivos        | Votos positivos      | 798                 |                     |
| El Carmen 2 Electores      |                                       |                        |                      |                     |                     |
| Partido                    | Partido                               | Candidato              | Votos al candidato   | Votos al partido    | %                   |
|                            | Partido Popular                       | Ángel Luis Montalvetti | 977                  | 977                 | 82,66               |
| Ricardo López              | Partido Popular                       | 975                    |                      | 977                 | 82,66               |
|                            | Unión Cívica Radical Antipersonalista | Antonio Jurado         | 205                  | 205                 | 17,34               |
| Pablo Guerrero             | Unión Cívica Radical Antipersonalista | 205                    |                      | 205                 | 17,34               |
|                            |                                       |                        |                      |                     |                     |
| Votos positivos            | Votos positivos                       | Votos positivos        | Votos positivos      | 1.182               |                     |
| Gobernador Tello 1 Elector |                                       |                        |                      |                     |                     |
| Partido                    | Partido                               | Candidato              | Candidato            | Votos               | %                   |
|                            | Partido Popular                       | Raúl Pérez Alisedo     | Raúl Pérez Alisedo   | 274                 | 80,12               |
|                            | Unión Cívica Radical Antipersonalista | Martín D. Cruz         | Martín D. Cruz       | 68                  | 19,88               |
|                            |                                       |                        |                      |                     |                     |
| Votos positivos            | Votos positivos                       | Votos positivos        | Votos positivos      | 342                 |                     |
| Humahuaca 1 Elector        |                                       |                        |                      |                     |                     |
| Partido                    | Partido                               | Candidato              | Candidato            | Votos               | %                   |
|                            | Partido Popular                       | Pablo A. Giménez       | Pablo A. Giménez     | 985                 | 94,89               |
|                            | Unión Cívica Radical Antipersonalista | Pascual Alba           | Pascual Alba         | 53                  | 5,11                |
|                            |                                       |                        |                      |                     |                     |
| Votos positivos            | Votos positivos                       | Votos positivos        | Votos positivos      | 1.038               |                     |
| Ledesma 1 Elector          |                                       |                        |                      |                     |                     |
| Partido                    | Partido                               | Candidato              | Candidato            | Votos               | %                   |
|                            | Partido Popular                       | Elin Vega              | Elin Vega            | 1.152               | 86,16               |
|                            | Unión Cívica Radical Antipersonalista | Benito Saravia         | Benito Saravia       | 185                 | 13,84               |
|                            |                                       |                        |                      |                     |                     |
| Votos positivos            | Votos positivos                       | Votos positivos        | Votos positivos      | 1.337               |                     |
| Rinconada 1 Elector        |                                       |                        |                      |                     |                     |
| Partido                    | Partido                               | Candidato              | Candidato            | Votos               | %                   |
|                            | Unión Cívica Radical Antipersonalista | Eleodoro Flores        | Eleodoro Flores      | 171                 | 54,29               |
|                            | Partido Popular                       | Carlos Aparicio        | Carlos Aparicio      | 144                 | 45,71               |
|                            |                                       |                        |                      |                     |                     |
| Votos positivos            | Votos positivos                       | Votos positivos        | Votos positivos      | 315                 |                     |
| San Antonio 1 Elector      |                                       |                        |                      |                     |                     |
| Partido                    | Partido                               | Candidato              | Candidato            | Votos               | %                   |
|                            | Partido Popular                       | Tomás Díaz             | Tomás Díaz           | 272                 | 92,52               |
|                            | Unión Cívica Radical Antipersonalista | Agustín Lara           | Agustín Lara         | 22                  | 7,48                |
|                            |                                       |                        |                      |                     |                     |
| Votos positivos            | Votos positivos                       | Votos positivos        | Votos positivos      | 294                 |                     |
| San Pedro 2 Electores      |                                       |                        |                      |                     |                     |
| Partido                    | Partido                               | Candidato              | Votos al candidato   | Votos al partido    | %                   |
|                            | Partido Popular                       | Guido Merlani          | 884                  | 884                 | 73,00               |
| Domingo Abraham            | Partido Popular                       | 883                    |                      | 884                 | 73,00               |
|                            | Unión Cívica Radical Antipersonalista | Víctor Velázquez       | 327                  | 327                 | 27,00               |
| Rogelio López              | Unión Cívica Radical Antipersonalista | 327                    |                      | 327                 | 27,00               |
|                            |                                       |                        |                      |                     |                     |
| Votos positivos            | Votos positivos                       | Votos positivos        | Votos positivos      | 1.211               |                     |
| Santa Bárbara 1 Elector    |                                       |                        |                      |                     |                     |
| Partido                    | Partido                               | Candidato              | Candidato            | Votos               | %                   |
|                            | Partido Popular                       | Juan Taché             | Juan Taché           | 233                 | 67,73               |
|                            | Unión Cívica Radical Antipersonalista | Bonifacio Vega         | Bonifacio Vega       | 111                 | 32,27               |
|                            |                                       |                        |                      |                     |                     |
| Votos positivos            | Votos positivos                       | Votos positivos        | Votos positivos      | 344                 |                     |
| Santa Catalina 1 Elector   |                                       |                        |                      |                     |                     |
| Partido                    | Partido                               | Candidato              | Candidato            | Votos               | %                   |
|                            | Partido Popular                       | Nepomuceno Gutiérrez   | Nepomuceno Gutiérrez | 484                 | 98,57               |
|                            | Unión Cívica Radical Antipersonalista | Julio Daz              | Julio Daz            | 7                   | 1,43                |
|                            |                                       |                        |                      |                     |                     |
| Votos positivos            | Votos positivos                       | Votos positivos        | Votos positivos      | 491                 |                     |
| Tilcara 1 Elector          |                                       |                        |                      |                     |                     |
| Partido                    | Partido                               | Candidato              | Candidato            | Votos               | %                   |
|                            | Partido Popular                       | Felipe Valdez          | Felipe Valdez        | 387                 | 65,70               |
|                            | Unión Cívica Radical Antipersonalista | Luis Canchi            | Luis Canchi          | 202                 | 34,30               |
|                            |                                       |                        |                      |                     |                     |
| Votos positivos            | Votos positivos                       | Votos positivos        | Votos positivos      | 589                 |                     |
| Tumbaya 1 Elector          |                                       |                        |                      |                     |                     |
| Partido                    | Partido                               | Candidato              | Candidato            | Votos               | %                   |
|                            | Partido Popular                       | José Vilte             | José Vilte           | 375                 | 67,57               |
|                            | Unión Cívica Radical Antipersonalista | Antonio Sorich         | Antonio Sorich       | 180                 | 32,43               |
|                            |                                       |                        |                      |                     |                     |
| Votos positivos            | Votos positivos                       | Votos positivos        | Votos positivos      | 555                 |                     |
| Yavi 1 Elector             |                                       |                        |                      |                     |                     |
| Partido                    | Partido                               | Candidato              | Candidato            | Votos               | %                   |
|                            | Partido Popular                       | Fructuoso Ibarra       | Fructuoso Ibarra     | 623                 | 84,88               |
|                            | Unión Cívica Radical Antipersonalista | Andrés Corte           | Andrés Corte         | 111                 | 15,12               |
|                            |                                       |                        |                      |                     |                     |
| Votos positivos            | Votos positivos                       | Votos positivos        | Votos positivos      | 734                 |                     |

### Legislatura
|  | 74,57 % |

|  | 17,04 % |

|  | 8,39 % |

|  | 93,17 % |

|  | 3,15 % |

|  | 0,20 % |

|  | 0,02 % |

|  | 3,46 % |

|  | 100 % |

#### Resultados por departamentos
| Capital 3 Diputados         | Capital 3 Diputados                   | Capital 3 Diputados     | Capital 3 Diputados     | Capital 3 Diputados | Capital 3 Diputados | Capital 3 Diputados |
| Partido                     | Partido                               | Candidato               | Mandato                 | Votos al candidato  | Votos al partido    | %                   |
| --------------------------- | ------------------------------------- | ----------------------- | ----------------------- | ------------------- | ------------------- | ------------------- |
|                             | Partido Popular                       | Jorge González López    | 1931-1936               | 1.706               | 1.706               | 55,10               |
| Adrián M. Larrán            | Partido Popular                       | 1931-1936               | 1.700                   |                     | 1.706               | 55,10               |
| Emilio Silvetti             | Partido Popular                       | 1931-1936               | 1.666                   |                     | 1.706               | 55,10               |
|                             | Alianza Civil                         | José Rodríguez Carrizo  | —                       | 923                 | 923                 | 29,81               |
| Manuel Félix Ruiz           | Alianza Civil                         | —                       | 923                     |                     | 923                 | 29,81               |
| Isaac Steren                | Alianza Civil                         | —                       | 902                     |                     | 923                 | 29,81               |
|                             | Unión Cívica Radical Antipersonalista | Dámaso Salmoral         | —                       | 467                 | 467                 | 15,08               |
| Ernesto Claros              | Unión Cívica Radical Antipersonalista | —                       | 460                     |                     | 467                 | 15,08               |
| Tomás del Campo             | Unión Cívica Radical Antipersonalista | —                       | 458                     |                     | 467                 | 15,08               |
|                             |                                       |                         |                         |                     |                     |                     |
| Votos positivos             | Votos positivos                       | Votos positivos         | Votos positivos         | Votos positivos     | 3.096               |                     |
| Cochinoca 1 Diputado        |                                       |                         |                         |                     |                     |                     |
| Partido                     | Partido                               | Candidato               | Candidato               | Mandato             | Votos               | %                   |
|                             | Partido Popular                       | Fabriciano Colqui (h)   | Fabriciano Colqui (h)   | 1931-1936           | 747                 | 93,61               |
|                             | Unión Cívica Radical Antipersonalista | Andrés C. Martínez      | Andrés C. Martínez      | —                   | 51                  | 6,39                |
|                             |                                       |                         |                         |                     |                     |                     |
| Votos positivos             | Votos positivos                       | Votos positivos         | Votos positivos         | Votos positivos     | 798                 |                     |
| El Carmen 2 Diputados       |                                       |                         |                         |                     |                     |                     |
| Partido                     | Partido                               | Candidato               | Mandato                 | Votos al candidato  | Votos al partido    | %                   |
|                             | Partido Popular                       | Francisco W. Leach      | 1931-1936               | 975                 | 975                 | 82,63               |
| Lázaro de Taglioli (h)      | Partido Popular                       | 1931-1936               | 856                     |                     | 975                 | 82,63               |
|                             | Unión Cívica Radical Antipersonalista | Osvaldo Baca            | —                       | 205                 | 205                 | 17,37               |
| Belisario Acosta            | Unión Cívica Radical Antipersonalista | —                       | 205                     |                     | 205                 | 17,37               |
|                             |                                       |                         |                         |                     |                     |                     |
| Votos positivos             | Votos positivos                       | Votos positivos         | Votos positivos         | Votos positivos     | 1.180               |                     |
| Gobernador Tello 1 Diputado |                                       |                         |                         |                     |                     |                     |
| Partido                     | Partido                               | Candidato               | Candidato               | Mandato             | Votos               | %                   |
|                             | Partido Popular                       | Antonio Vargas Orellana | Antonio Vargas Orellana | 1931-1934           | 274                 | 96,48               |
|                             | Unión Cívica Radical Antipersonalista | Mario Pérez             | Mario Pérez             | —                   | 10                  | 3,52                |
|                             |                                       |                         |                         |                     |                     |                     |
| Votos positivos             | Votos positivos                       | Votos positivos         | Votos positivos         | Votos positivos     | 284                 |                     |
| Humahuaca 1 Diputado        |                                       |                         |                         |                     |                     |                     |
| Partido                     | Partido                               | Candidato               | Candidato               | Mandato             | Votos               | %                   |
|                             | Partido Popular                       | Abraham Suárez          | Abraham Suárez          | 1931-1934           | 985                 | 85,28               |
|                             | Alianza Civil                         | Gerónimo Valdiviezo     | Gerónimo Valdiviezo     | —                   | 117                 | 10,13               |
|                             | Unión Cívica Radical Antipersonalista | Guillermo Buitrago      | Guillermo Buitrago      | —                   | 53                  | 4,59                |
|                             |                                       |                         |                         |                     |                     |                     |
| Votos positivos             | Votos positivos                       | Votos positivos         | Votos positivos         | Votos positivos     | 1.155               |                     |
| Ledesma 1 Diputado          |                                       |                         |                         |                     |                     |                     |
| Partido                     | Partido                               | Candidato               | Candidato               | Mandato             | Votos               | %                   |
|                             | Partido Popular                       | Luis María Oliver       | Luis María Oliver       | 1931-1934           | 1.152               | 85,59               |
|                             | Unión Cívica Radical Antipersonalista | Manuel Tanco            | Manuel Tanco            | —                   | 194                 | 14,41               |
|                             |                                       |                         |                         |                     |                     |                     |
| Votos positivos             | Votos positivos                       | Votos positivos         | Votos positivos         | Votos positivos     | 1.346               |                     |
| Rinconada 1 Diputado        |                                       |                         |                         |                     |                     |                     |
| Partido                     | Partido                               | Candidato               | Candidato               | Mandato             | Votos               | %                   |
|                             | Unión Cívica Radical Antipersonalista | Rodolfo Aparicio        | Rodolfo Aparicio        | 1931-1934           | 171                 | 54,29               |
|                             | Partido Popular                       | Isaac Cabezas           | Isaac Cabezas           | —                   | 144                 | 45,71               |
|                             |                                       |                         |                         |                     |                     |                     |
| Votos positivos             | Votos positivos                       | Votos positivos         | Votos positivos         | Votos positivos     | 315                 |                     |
| San Antonio 1 Diputado      |                                       |                         |                         |                     |                     |                     |
| Partido                     | Partido                               | Candidato               | Candidato               | Mandato             | Votos               | %                   |
|                             | Partido Popular                       | Pedro Buitrago          | Pedro Buitrago          | 1931-1936           | 272                 | 92,52               |
|                             | Unión Cívica Radical Antipersonalista | Onofre Pérez            | Onofre Pérez            | —                   | 22                  | 7,48                |
|                             |                                       |                         |                         |                     |                     |                     |
| Votos positivos             | Votos positivos                       | Votos positivos         | Votos positivos         | Votos positivos     | 294                 |                     |
| San Pedro 2 Diputados       |                                       |                         |                         |                     |                     |                     |
| Partido                     | Partido                               | Candidato               | Mandato                 | Votos al candidato  | Votos al partido    | %                   |
|                             | Partido Popular                       | Juan Martín Sylvester   | 1931-1936               | 884                 | 884                 | 73,00               |
| Luis de Santis              | Partido Popular                       | 1931-1936               | 884                     |                     | 884                 | 73,00               |
|                             | Unión Cívica Radical Antipersonalista | Froilán A. Calvetti     | —                       | 327                 | 327                 | 27,00               |
| Juan Ángel Montero          | Unión Cívica Radical Antipersonalista | —                       | 327                     |                     | 327                 | 27,00               |
|                             |                                       |                         |                         |                     |                     |                     |
| Votos positivos             | Votos positivos                       | Votos positivos         | Votos positivos         | Votos positivos     | 1.211               |                     |
| Santa Bárbara 1 Diputado    |                                       |                         |                         |                     |                     |                     |
| Partido                     | Partido                               | Candidato               | Candidato               | Mandato             | Votos               | %                   |
|                             | Partido Popular                       | Fernando S. Berghmans   | Fernando S. Berghmans   | 1931-1934           | 233                 | 67,73               |
|                             | Unión Cívica Radical Antipersonalista | Antonio Salmoral        | Antonio Salmoral        | —                   | 111                 | 32,27               |
|                             |                                       |                         |                         |                     |                     |                     |
| Votos positivos             | Votos positivos                       | Votos positivos         | Votos positivos         | Votos positivos     | 344                 |                     |
| Santa Catalina 1 Diputado   |                                       |                         |                         |                     |                     |                     |
| Partido                     | Partido                               | Candidato               | Candidato               | Mandato             | Votos               | %                   |
|                             | Partido Popular                       | Roberto Bidondo         | Roberto Bidondo         | 1931-1934           | 484                 | 98,57               |
|                             | Unión Cívica Radical Antipersonalista | Octaviano Maidan        | Octaviano Maidan        | —                   | 7                   | 1,43                |
|                             |                                       |                         |                         |                     |                     |                     |
| Votos positivos             | Votos positivos                       | Votos positivos         | Votos positivos         | Votos positivos     | 491                 |                     |
| Tilcara 1 Diputado          |                                       |                         |                         |                     |                     |                     |
| Partido                     | Partido                               | Candidato               | Candidato               | Mandato             | Votos               | %                   |
|                             | Partido Popular                       | Daniel González Pérez   | Daniel González Pérez   | 1931-1934           | 387                 | 65,70               |
|                             | Unión Cívica Radical Antipersonalista | Francisco Giménez       | Francisco Giménez       | —                   | 202                 | 34,30               |
|                             |                                       |                         |                         |                     |                     |                     |
| Votos positivos             | Votos positivos                       | Votos positivos         | Votos positivos         | Votos positivos     | 589                 |                     |
| Tumbaya 1 Diputado          |                                       |                         |                         |                     |                     |                     |
| Partido                     | Partido                               | Candidato               | Candidato               | Mandato             | Votos               | %                   |
|                             | Partido Popular                       | Arturo Pérez Alisedo    | Arturo Pérez Alisedo    | 1931-1934           | 375                 | 67,57               |
|                             | Unión Cívica Radical Antipersonalista | Carlos Barcena          | Carlos Barcena          | —                   | 180                 | 32,43               |
|                             |                                       |                         |                         |                     |                     |                     |
| Votos positivos             | Votos positivos                       | Votos positivos         | Votos positivos         | Votos positivos     | 555                 |                     |
| Yavi 1 Diputado             |                                       |                         |                         |                     |                     |                     |
| Partido                     | Partido                               | Candidato               | Candidato               | Mandato             | Votos               | %                   |
|                             | Partido Popular                       | Mamerto Zalazar         | Mamerto Zalazar         | 1931-1934           | 623                 | 84,88               |
|                             | Unión Cívica Radical Antipersonalista | Luis L. Cuevas          | Luis L. Cuevas          | —                   | 111                 | 15,12               |
|                             |                                       |                         |                         |                     |                     |                     |
| Votos positivos             | Votos positivos                       | Votos positivos         | Votos positivos         | Votos positivos     | 734                 |                     |

1. ↑  Se incorporó tardíamente el 16 de mayo de 1932.
2. ↑  Renunció el 8 de febrero de 1934 para asumir como diputado nacional. Se celebraron elecciones complementarias para cumplir la banca.
3. ↑  Renunció el 26 de abril de 1934 para asumir como gobernador. No fue reemplazado.